# 誠心院
誠心院（せいしんいん）は、京都市中京区にある真言宗泉涌寺派の寺院。山号は華嶽山。本尊は阿弥陀如来。和泉式部ゆかりの寺院で、通称「和泉式部寺」と呼ばれている。

## 歴史
「誓願寺縁起」によると、万寿2年（1025年）に和泉式部は娘である小式部内侍を失った。そして、和泉式部は娘の菩提を弔いつつ自らの往生も考えるようになり、播磨国書写山圓教寺の性空上人を訪ねることとした。そこで女人往生のすべを乞い、京都に戻って性空上人の教えをもとに誓願寺に入ると、本尊の阿弥陀如来に帰依して出家し、専意法尼という戒名を授かった、という。
次に当寺の寺伝によると、万寿4年（1027年）に専意法尼（和泉式部）が長年仕えてきた上東門院（藤原彰子）が、父の藤原道長に専意法尼のために一宇を建立すように勧めると、道長は法成寺の塔頭で建立中の東北院の一角（現・京都御所の東、荒神口辺り）にお堂・小御堂を建立して「東北院誠心院（じょうしんいん）」と名付け、専意法尼を初代住職とさせた、これが誠心院の起こりであるという。
鎌倉時代には現在の小川通一条上ル誓願寺の南に移転し、この頃に泉涌寺の末寺となったようである。
その後、天正年間（1573年 - 1592年）に豊臣秀吉の命を受けた山口甚介秀康により、現在地である寺町六角下ルに移転している。
元治元年（1864年）7月に禁門の変が起きると、京都の町はどんどん焼けで大火災となり、当寺も大きな被害を受けている。
1872年（明治5年）から始まった京都府知事・槇村正直による新京極通の整備で寺地を公収され、通りを隔てて境内地は二分された。
1910年（明治43年）、近隣で火災が発生して蔵を残してすべてが焼失するが、1919年（大正8年）に本堂が再建されている。
もともと当寺の読みは「誠心院（じょうしんいん）」であったが、太平洋戦争後からは「せいしんいん」と呼ばれるようになった。
毎年3月21日には和泉式部忌の法要が営まれる。

## 境内
- 本堂 - 小御堂（こみどう）ともいう。1919年（大正8年）再建。本尊・阿弥陀如来坐像、和泉式部像、藤原道長像などを祀っている。
- 庫裏
- 和泉式部の墓 - 宝篋印塔。
- 山口甚介秀康の墓 - 誠心院の移築を担当した人物。宇治田原城の城主。
- 山口一族の墓
- 池西言水の墓 - 江戸時代中期の俳人。
- 阿弥陀如来・二十五菩薩石像 - 山口甚介により建立された。
- 百八観音 - 永代供養墓でもある。
- 神変大菩薩（役行者）像
- 山門 - 1997年（平成9年）末に再建。

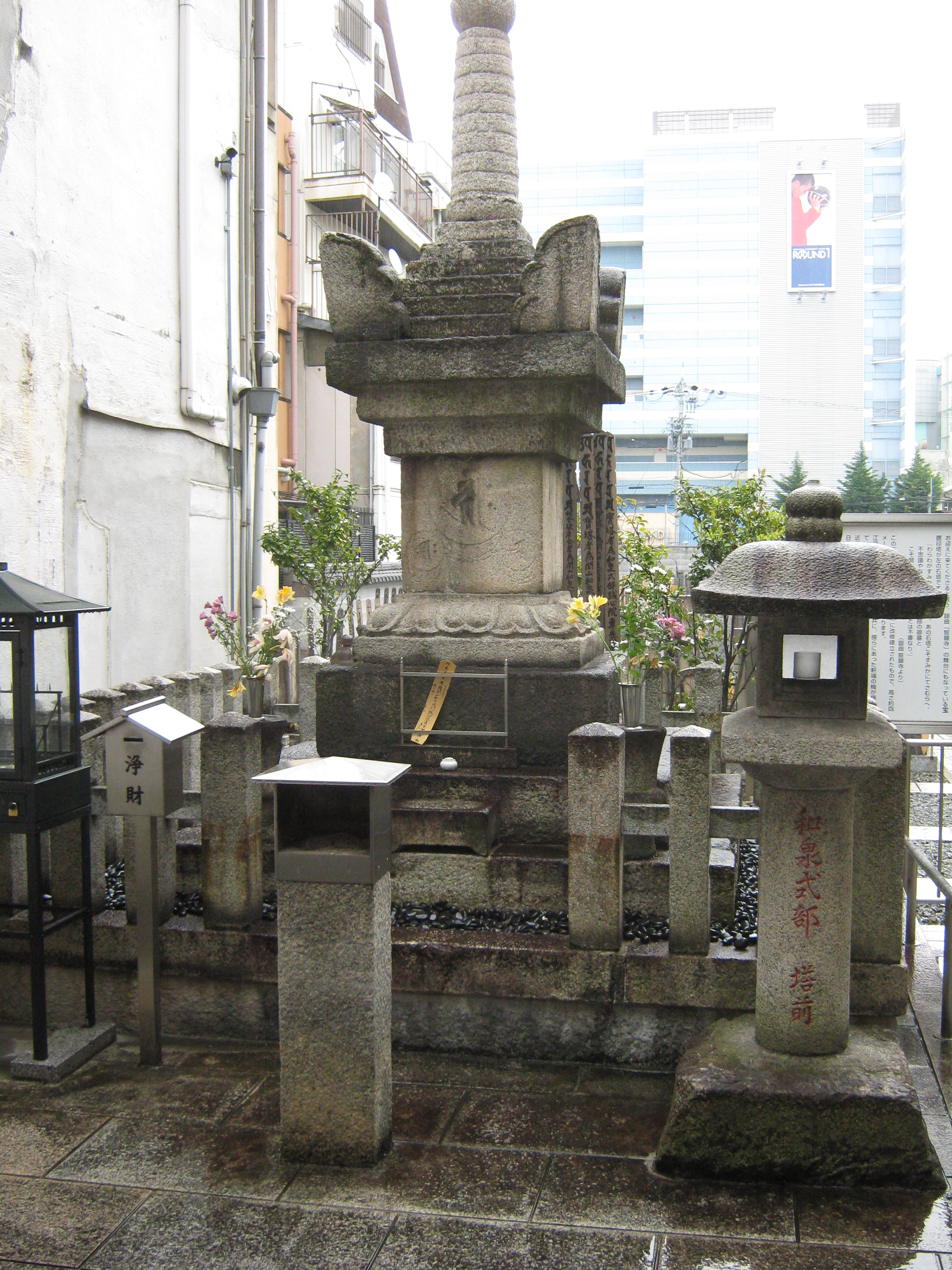
和泉式部の墓
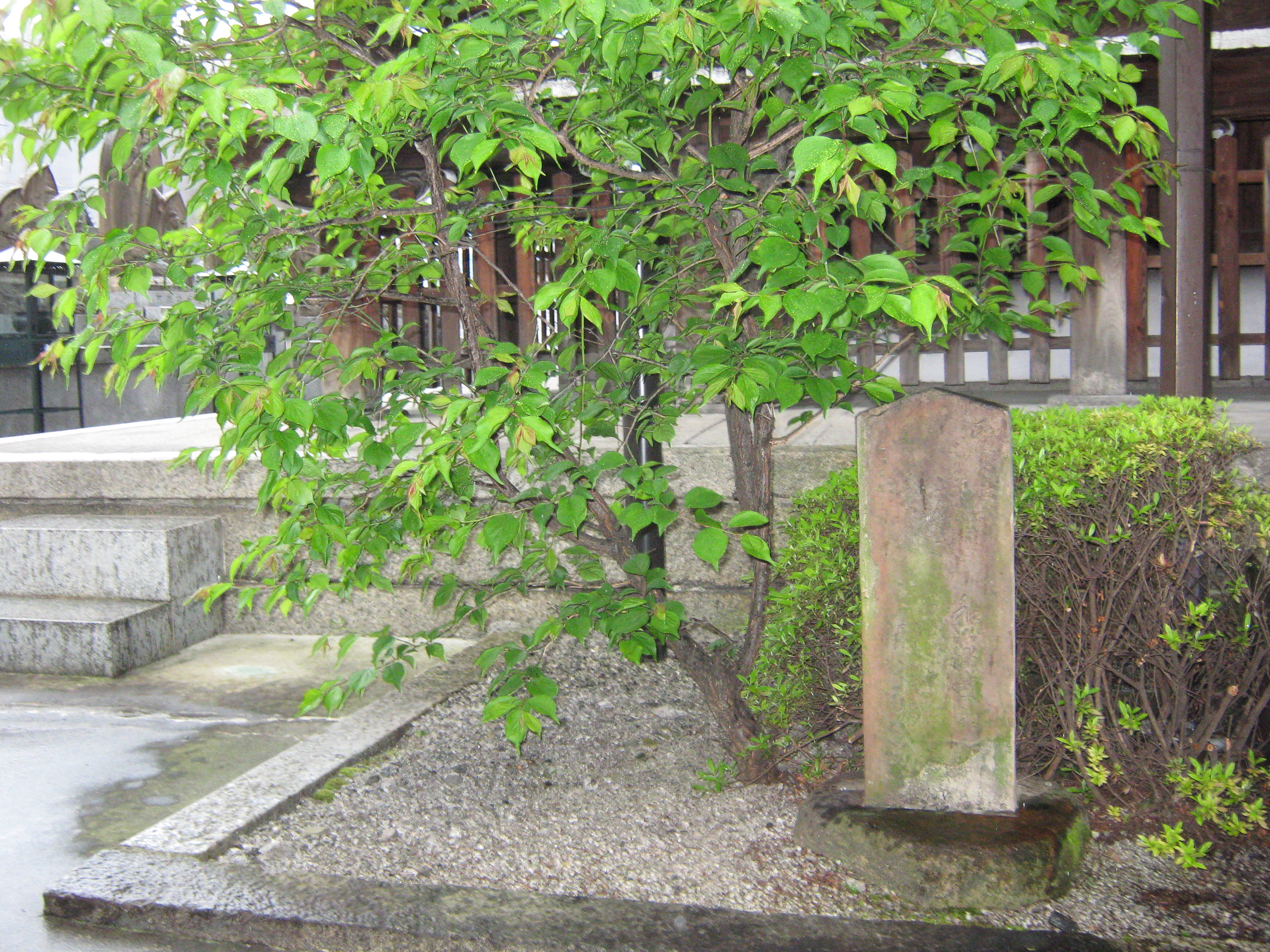
和泉式部歌碑